# Pyrrhopyge kelita
Espèce
Pyrrhopyge kelita est une espèce de lépidoptères (papillons) de la famille des Hesperiidae, de la sous-famille des Pyrginae, de la tribu des Pyrrhopygini et du genre Pyrrhopyge.

## Dénomination
Pyrrhopyge kelita a été nommé par William Chapman Hewitson en 1869.

### Nom vernaculaire
Pyrrhopyge kelita se nomme Streaked Firetip en anglais.

## Description
Pyrrhopyge kelita est un papillon au corps trapu marron, aux côtés du thorax marqués de rouge et à l'extrémité de l'abdomen orange. 
Les ailes sont de couleur marron foncé avec une frange orange. Les ailes antérieures sont ornées de lignes rouges partant presque de la base et s’arrêtant au milieu de l'aile. Sur le revers elles sont de couleur plus orangée, aux ailes antérieures et postérieures.

## Écologie et distribution
Pyrrhopyge kelita est présent en Équateur, en Bolivie et au Pérou.

### Protection
Pas de statut de protection particulier.